# Prorostlík nejtenčí
Prorostlík nejtenčí (Bupleurum tenuissimum) je nenápadná, kriticky ohrožená planě rostoucí bylina, je jedním z pěti druhů rodu prorostlík které rostou v České republice.

## Výskyt
Roste řídce v jižní Skandinávii, Dánsku, Německu a střední Evropě, souvislý areál má pouze v Panonii. Dále se vyskytuje na severozápadě Africe a druhotně v Jižní Americe.
Paří mezi obligátní halofyty, je vázán na zasolenou půdu kde nachází solončákový nebo slancový podkladní vrstvu. Vyrůstá na slaniscích nebo u vývěru minerálních pramenů. Pro svůj zdárný růst potřebuje narušené, vegetačně nezapojené území; za příhodných podmínek se tam stává dominantním druhem. Je vázán na nížinné oblasti, tvoří součást vegetace svazů Scorzonero-Juncion gerardii, Puccinellion limosae nebo Thero-Salicornion strictae.

## Ohrožení
Na území ČR se prorostlík nejtenčí vyskytuje velice vzácně, vyrůstá jen na dvou izolovaných stanovištích, v okolí Žatce v severozápadních Čechách a poblíž Čejče na jižní Moravě. Z mnoha historických lokalit vymizel, je jedním z nejvzácnějších druhů slanobytné flory v České republice. Příčinou jeho ústupu je poškozování jeho lokalit, meliorace a rozšiřování obdělaných zemědělských ploch. Je zařazen "Vyhláškou Ministerstva životního prostředí ČR č. 395/1992 Sb." i "Černým a červeným seznamem cévnatých rostlin ČR z roku 2000" do kategorie kriticky ohrožených druhů.

## Popis
Jednoletá rostlina jejíž přímá nebo vystoupavá hladká lodyha, vyrůstající z tenkého kořene, dosahuje výšky 5 až 30 cm. Většinou se již u báze rozkladitě větví do několika obloukem vystoupavých větví. Spodní listy, vytvářející částečně růžici, mají krátký řapík, ostatní jsou přisedlé a lodyhu objímavé. Jsou podlouhlé, kopinaté až čárkovité, na konci špičaté, bývají dlouhé 10 až 70 mm, široké 2,5 až 5 mm a mají modravý nádech.
Drobné, oboupohlavné, žlutavé nebo načervenalé, téměř přisedlé květy jsou sdruženy do okolíčků (2 až 5 květů) které dále vytvářejí složené okolíky. Na konci lodyh na delších stopkách vyrůstají větší okolíky s 2 až 5 okolíčky, v úžlabí listů na kratičkých stopkách chudé okolíky sestavené jen z 1 až 3 okolíčků. Čárkovité listeny bývají delší než okolíčky. Okvětí je tvořeno pěti kališními a pěti dovnitř zahnutými korunními lístky. V květu je dále pět tyčinek s prašníky a dvě čnělky s bliznami. V dvoudílném semeníku je po jednom vajíčku v oddílu. V květu jsou žlázky s nektarem pro opylující hmyz. Rostliny vykvétají od července do září. Proti samoopylení se květy brání protandrií.
Plody, dozrávající od srpna do prosince, jsou téměř kulovité žebernaté dvounažky mezi žebry bradavčité (důležité poznávací znamení druhu). Obsahují dvě polokulovitá merikarpia (semena) hnědé až černé barvy. Prorostlík nejtenčí se rozmnožuje pouze semeny, která se do okolí šíří větrem, vodou i pomoci zvířat nebo lidí. Semena jsou dlouhá 1,8 a široká 0,9 mm a jedno váží 0,6 mg.